# 朱啓
朱 啓（しゅ けい）は中華人民共和国の軍人。中国人民解放軍北京軍区司令員。上将。

## 経歴
1960年1月に人民解放軍に入隊し、1961年8月、中国共産党に入党。陸軍戦士、中隊文書、班長を歴任。1964年6月から陸軍大隊部書記、小隊長。1965年6月から連隊司令部作訓股参謀。1971年6月から師団司令部作訓科副科長、科長。1979年10月から師団司令部副参謀長。1981年10月から連隊長。1982年9月から1984年7月まで解放軍軍事学院完成班で学ぶ。
1984年7月から師団副師団長。1984年11月から師団長。1985年8月から集団軍参謀長。1989年4月から集団軍副軍長。1990年6月から貴州省軍区司令員、7月、少将に昇進。1994年3月から集団軍軍長。1996年1月から成都軍区参謀長。1997年、中将。
1998年3月から北京軍区参謀長。1996年8月から1998年12月まで中共中央党校経済管理専業函授で学ぶ。2002年1月、北京軍区司令員に任命。2004年、上将に昇進。2008年3月から、第11期全人代内務司法委員会委員。
中共第16期中央委員。
| 先代李新良 | 北京軍区司令員2002年 - 2007年 | 次代房峰輝 |